# Primera Enmienda a la Constitución de Venezuela
En diciembre de 2008 el presidente Hugo Chávez propone realizar una enmienda a la constitución sometiéndola a referéndum popular, Siguiendo el procedimiento establecido en el artículo 341 de la constitución venezolana, el 18 de diciembre de 2008, se realiza la primera discusión en la Asamblea Nacional de Venezuela para activar el mecanismo de enmienda, contando con el respaldo de 146 diputados del PSUV y el PCV. Además el PSUV presentó como respaldo a la propuesta de la AN un total de 4.760.485 firmas.
En la segunda discusión del Proyecto en el parlamento, la propuesta fue apoyada por 156 diputados, pertenecientes al PSUV, PPT, PCV, NCR, UPV, entre otros; mientras que otros 11 diputados de Podemos y el Frente Popular Humanista la rechazaron.
El 15 de febrero de 2009 se realizó el referéndum para decidir la aprobación o no de la enmienda de los artículos 160, 162, 174, 192 y 230, con el fin de permitir la reelección inmediata de cualquier cargo de elección popular de manera continua o indefinida. Según el segundo Boletín emitido por el CNE el 16 de febrero, el Sí alcanzó 6.310.482 votos (54,85%) y el No 5.193.839 votos (45,14%), con el 99,57% de actas transmitidas y una abstención de 29,67%, siendo promulgada por el presidente de la República en Caracas, el 19 de febrero de 2009. Año 198.º de la Independencia y 149.º de Federación.

## Propuesta
Siguiendo la idea original de Chávez, la propuesta estaba centrada sólo a la modificación del artículo 230 de la Constitución; pero el 5 de enero de 2009, el presidente venezolano decidió incluir también a gobernadores, alcaldes, diputados y cualquier otro cargo en la cual la ciudadanía tiene derecho a elegir.
A continuación se citan los artículos en cuestión en su redacción antigua y cómo quedaron enmendados. Nótese que en cada uno de los cinco (5) artículos solamente se omiten los textos que establecen límites en la reelección. Además, cabe destacar que la enmienda, se llevó a cabo luego de ser aprobada en el mencionado referéndum.
- Artículo 160 (antiguo).

El gobierno y administración de cada Estado corresponde a un Gobernador o Gobernadora. Para ser Gobernador o Gobernadora se requiere ser venezolano o venezolana, mayor de veinticinco años y de estado seglar. El Gobernador o Gobernadora será elegido o elegida por un período de cuatro años por mayoría de las personas que votan. El Gobernador o Gobernadora podrá ser reelegido o reelegida, de inmediato y por una sola vez, para un período adicional.

- Artículo 160 (enmendado).

El Gobierno y administración de cada Estado corresponde a un gobernador o gobernadora. Para ser gobernador o gobernadora se requiere ser venezolano o venezolana, mayor de 25 años y de estado seglar. El gobernador o gobernadora será elegido o elegida por un período de cuatro años por mayoría de las personas que voten. El gobernador o gobernadora podrá ser reelegido o reelegida.

- Artículo 162 (antiguo).

El Poder Legislativo se ejercerá en cada Estado por un Consejo Legislativo conformado por un número no mayor de quince ni menor de siete integrantes, quienes proporcionalmente representarán a la población del Estado y a los Municipios. El Consejo Legislativo tendrá las atribuciones siguientes:

- Legislar sobre las materias de la competencia estadal.
- Sancionar la Ley de Presupuesto del Estado.
- Las demás que le atribuya esta Constitución y la ley.

Los requisitos para ser integrante del Consejo Legislativo, la obligación de rendición anual de cuentas y la inmunidad en su jurisdicción territorial, se regirán por las normas que esta Constitución establece para los diputados y diputadas a la Asamblea Nacional, en cuanto les sean aplicables. Los legisladores y legisladoras estadales serán elegidos o elegidas por un período de cuatro años pudiendo ser reelegidos o reelegidas solamente por dos períodos. La ley nacional regulará el régimen de la organización y el funcionamiento del Consejo Legislativo.

- Artículo 162 (enmendado).

El Poder Legislativo se ejercerá en cada Estado por un Consejo Legislativo conformado por un número no mayor de quince ni menor de siete integrantes, quienes proporcionalmente representarán a la población del Estado y a los Municipios. El Consejo Legislativo tendrá las atribuciones siguientes:

- Legislar sobre las materias de la competencia estadal.
- Sancionar la Ley de Presupuesto del Estado.
- Las demás que le atribuya esta Constitución y la ley.

Los requisitos para ser integrante del Consejo Legislativo, la obligación de rendición anual de cuentas y la inmunidad en su jurisdicción territorial, se regirán por las normas que esta Constitución establece para los diputados y diputadas a la Asamblea Nacional, en cuanto les sean aplicables. Los legisladores y legisladoras estadales serán elegidos o elegidas por un período de cuatro años pudiendo ser reelegidos o reelegidas. La ley nacional regulará el régimen de la organización y el funcionamiento del Consejo Legislativo.

- Artículo 174 (antiguo).

El gobierno y administración del Municipio corresponderán al Alcalde o Alcaldesa, quien será también la primera autoridad civil. Para ser Alcalde o Alcaldesa se requiere ser venezolano o venezolana, mayor de veinticinco años y de estado seglar. El Alcalde o Alcaldesa será elegido o elegida por un período de cuatro años por mayoría de las personas que votan, y podrá ser reelegido o reelegida, de inmediato y por una sola vez, para un período adicional.

- Artículo 174 (enmendado).

El gobierno y administración del Municipio corresponderán al Alcalde o Alcaldesa, quien será también la primera autoridad civil. Para ser Alcalde o Alcaldesa se requiere ser venezolano o venezolana, mayor de veinticinco años y de estado seglar. El Alcalde o Alcaldesa será elegido o elegida por un período de cuatro años por mayoría de las personas que votan, y podrá ser reelegido o reelegida.

- Artículo 192 (antiguo).

Los diputados o diputadas a la Asamblea Nacional durarán cinco años en el ejercicio de sus funciones, pudiendo ser reelegidos o reelegidas por dos periodos como máximo.

- Artículo 192 (enmendado).

Los diputados o diputadas a la Asamblea Nacional durarán cinco años en el ejercicio de sus funciones, pudiendo ser reelegidos o reelegidas.

- Artículo 230 (antiguo).

El período presidencial es de seis años. El Presidente o Presidenta de la República puede ser reelegido, de inmediato y por una sola vez, para un período adicional.

- Artículo 230 (enmendado).

El período presidencial es de seis años. El Presidente o Presidenta de la República puede ser reelegido.